# Imaginarte
«Imaginarte» es una canción y el primer sencillo de la agrupación mexicana Playa Limbo que se desprende de su tercer álbum de estudio El Tren de la Vida (2012).

## Información general
La canción fue escrita y producida por los mismos miembros del grupo (María León) y con la música de Jorge Corrales, Ángel Baillo y Servando Yáñez.
El video de la canción se lanzó en la cuenta oficial Vevo del grupo y a la vez en el canal de vídeos musicales Telehit en marzo del 2012 obteniendo en un principio alrededor de 8 millones de reproducciones, actualmente ya cuenta con más de 15 millones en YouTube.

## Posicionamientos en listas
| Listas (2008)                                  | Posición |
| ---------------------------------------------- | -------- |
| Lo Más 40 Del 2012 (Los 40 Principales México) | 19       |
| Perú: Top 20 Ranking                           | 7        |